# The Quiet Place
The Quiet Place – singel wydany przez szwedzką melodic death metalową grupę In Flames w roku 2004. Utwory pochodzą z albumu Soundtrack to Your Escape. Jest to jak do tej pory najlepszy singel In Flames, zdobył drugie miejsce w rankingu singli w swoim rodzimym kraju.

## Lista utworów

### Ścieżka audio
1. "The Quiet Place"
2. "My Sweet Shadow "(Remix)
3. "Värmlandsvisan"  (Live)

### Enhanced CD
1. "The Quiet Place" (Video)
2. Sesja nagraniowa ze studia (Video)
3. Wygaszacz ekranu